# 伊塔瓜伊
伊塔瓜伊是巴西里约热内卢州的一个市镇，它也是一個裝卸铁矿石的港口。當地总面积272平方公里，总人口105633人，人口密度388.4人/平方公里。